# Prasasti Seni
Prasasti Seni는 말레이시아의 팝 가수 시티 누르할리자의 열한 번째 정규 앨범이다. 수리아 레코드를 통해 발매되었으며, 말레이시아, 싱가포르, 브루나이에서는 2004년 4월 12일, 인도네시아에서는 2004년 5월 23일에 발매되었다. 말레이시아에서 10만 장, 인도네시아에서 70만 장의 판매량을 기록했는데, 이는 시티 앨범 중 인도네시아에서 기록한 최고치이다. 또한 총 80만 장가량 판매되어, 1996년 앨범 <Siti Nurhaliza I>와 더불어 역대 최고의 판매량을 기록했다.

## 앨범 개요
이 앨범은 기존의 앨범들이나, 또는 후에 나온 앨범들과는 달리 처음과 끝에 각각 Intro(Introduksi Siti)와 Outro(Prasasti Seni)를 수록했다. 따라서 실질적인 첫 노래는 2번 트랙 <Dialah di Hati>이고 마지막 노래는 12번 트랙 <Seindah Biasa>라고 할 수 있다. 그래서 총 수록곡은 11곡이다. 바로 전 앨범인 <E.M.A.S>와 마찬가지로 13곡이 수록된 CD 1장과 보너스 VCD 1장이 수록되어 있는데, VCD에는 Intro와 9번 트랙 <Pejam Matamu>의 영상이 수록되어 있다. 한편 3번 트랙 <Pendirianku>에서 처음으로 랩을 시도했다.

## 수록곡

### CD
- Introduksi Siti
- Dialah di Hati
- Pendirianku
- Cinta Tak Berganti
- Cahaya Seribu Liku
- Hanya Dirimu
- Lagu Rindu
- Sakti
- Pejam Matamu
- Kembalikan Indah
- Ku Menunggu
- Seindah Biasa
- Prasasti Seni

### VCD
- Intro
- Pejam Matamu

## 특징
- 1번 트랙 <Introduksi Siti>와 13번 트랙 <Prasasti Seni>는 각각 Intro와 Outro이며, 노래가 아니다.
- 2번 트랙 <Dialah di Hati>, 3번 트랙 <Pendirianku>, 4번 트랙 <Cinta Tak Berganti>, 7번 트랙 <Lagu Rindu>, 9번 트랙 <Pejam Matamu>, 12번 트랙 <Seindah Biasa>은 싱글로 발매되었다.
- 3번 트랙 <Pendirianku>는 시티가 처음으로 랩을 시도한 노래이다.
- 이 앨범은 수리아 레코드에서만 발매한 마지막 앨범이다.

1. ↑  “E.M.A.S”. 《SitiZone》. 2009년 12월 15일에 원본 문서에서 보존된 문서. 2009년 12월 28일에 확인함.
2. ↑  Abd. Aziz Iktar (2003년 10월 4일). “Siti Nurhaliza menang Anugerah Muzik Indonesia”. 《Utusan Malaysia》 (말레이어). 2014년 8월 12일에 원본 문서에서 보존된 문서. 2010년 1월 25일에 확인함.